# Янавыл
Янавыл — деревня в Рыбно-Слободском районе Татарстана. Входит в состав Биектауского сельского поселения.

## География
Находится в центральной части Татарстана на расстоянии приблизительно 33 км на восток-северо-восток по прямой от районного центра поселка Рыбная Слобода.

## История
Основана в 1870-х годах переселенцами из деревни Мордовы Челны. Упоминалась также как Мордово Новое, Новинское, Янасальский Выселок, с 1920-х годов до 2002 года Татарское Мордово.

## Население
Постоянных жителей было: в 1920—167, в 1926—128, в 1938—139, в 1949—148, в 1958—114, в 1970—136, в 1989 — 88, в 2002 году 86 (татары 100 %), в 2010 году 94.